# Chrīstos Tapoutos
Chrīstos Tapoutos (in greco Χρήστος Ταπούτος?; Salonicco, 21 settembre 1982) è un ex cestista greco.
Tapoutos è alto 206 cm per 109 kg e giocava come ala piccola e ala grande.

## Palmarès
- Campionato greco: 1

AEK Atene: 2001-02